# IFK Tumba Skid och Orientering
IFK Tumba Skid och Orientering bildades 1932 med orientering på programmet från 1934. En separat orienteringssektion bildades 1943.
1992 skapades IFK Tumba Orienterings-klubb (eller Tumba Orientering) som en fristående klubb inom IFK Tumba idrottsallians.
1999 ingick IFK Tumba SOK i en tränings- och tävlingsallians med Mälarhöjden IK vid namn Tumba Mälarhöjden OK.
2005 gick IFK Tumba Skidklubb ihop med IFK Tumba Orientering och klubbens namn ändrades till IFK Tumba Skid och Orienteringsklubb IFK Tumba SOK.